# Brinkley, Arkansas
Brinkley är en ort i Monroe County i delstaten Arkansas, USA.